# Cruziohyla sylviae
Cruziohyla sylviae is een kikker uit de familie Phyllomedusidae. De soort komt voor in Midden-Amerika.

## Classificatie
Cruziohyla sylviae werd in 2018 na morfologisch, biochemisch en genetisch onderzoek afgesplitst van Cruziohyla calcarifer. Het voornaamste onderscheid tussen de twee soorten is de donkere markering op de buikhuid bij Cruziohyla calcarifer. Cruziohyla sylviae werd door beschrijvend auteur Andrew Gray vernoemd naar zijn kleindochter Sylvia.

## Kenmerken
Mannelijke kikkers zijn ongeveer 67 millimeter groot, vrouwtjes ongeveer 88 millimeter.

## Voorkomen
Cruziohyla sylviae komt voor langs de Caribische kust van Midden-Amerika, van zuidelijk Honduras via Nicaragua en Costa Rica tot in de oostelijke provincie Darién van Panama. De soort leeft in regenwouden tot op 750 meter boven zeeniveau.